# Вилохвостые качурки
Вилохвостые качурки (лат. Oceanodroma) — род морских птиц из семейства качурок отряда трубконосых.
У вилохвостых качурок вершина хвоста вилообразно вырезана.

## Классификация
В роде вилохвостых качурок (Oceanodroma) 17 видов:
 Oceanodroma microsoma
 Галапагосская качурка (Oceanodroma tethys)
 Мадейрская качурка (Oceanodroma castro)
 Oceanodroma monteiroi
 Oceanodroma jabejabe
 Вилохвостая качурка (Oceanodroma monorhis)
 Северная качурка (Oceanodroma leucorhoa)
 Oceanodroma socorroensis
 Oceanodroma cheimomnestes
 Качурка Маркема (Oceanodroma markhami)
 Тёмная качурка (Oceanodroma tristrami)
 Чёрная качурка (Oceanodroma melania)
 Гуадалупская качурка (Oceanodroma macrodactyla) — по данным Международного союза орнитологов, уже полностью вымерла.
 Качурка Матсудайра (Oceanodroma matsudairae)
 Пепельная качурка (Oceanodroma homochroa)
 Качурка Хорнби (Oceanodroma hornbyi)
 Серая вилохвостая качурка (Oceanodroma furcata)
† Oceanodroma hubbsi — поздний миоцен (11,6—5,3 млн лет назад) Калифорнии.